# Tulcán
Tulcán ist die Hauptstadt und größte Stadt der ecuadorianischen Provinz Carchi. Außerdem ist Tulcán ein Municipio. Beim Zensus 2022 hatte die Stadt 64.218 Einwohner. Die Lage in 2960 m Höhe in den Anden verleiht Tulcán das ganze Jahr über eine für Ecuador ungewöhnliche Kühle. Die Stadt ist Sitz des gleichnamigen Bistums.
Ihre Bedeutung gewinnt die Stadt vor allem durch die unmittelbare Nähe zur kolumbianischen Grenze, wo ihr die kolumbianische Stadt Ipiales gegenüberliegt. Tulcán liegt an der Panamericana (E35), die hier die Grenze überquert. Als größte Sehenswürdigkeit des Ortes gilt der Friedhof von Tulcán mit seinen kunstvoll beschnittenen Büschen und Hecken, eine Arbeit, die 1936 von José Franco aus dem nahegelegenen Dorf El Ángel begonnen wurde und von einem Sohn fortgesetzt wurde.
Südöstlich der Stadt liegt der Flughafen Tulcán.

## Persönlichkeiten
- Jaime Pozo (* 1942), Radrennfahrer
- Pedro Álvaro Rodríguez (* 1966), Radrennfahrer

## Municipio
Das Municipio Tulcán besitzt eine Fläche von 138,8 km². Beim Zensus 2010 wohnten 60.403 Menschen im Verwaltungsgebiet. Das Municipio umfasst die Parroquias urbanas Tulcán und González Suárez.